# In God We Trust (Stryper)
In God We Trust är Strypers fjärde studioalbum, utgivet den 28 juni 1988 på etiketten Enigma Records. Tre singlar utgavs från albumet: "Always There for You", "I Believe in You" och "Keep the Fire Burning".

## Låtlista
Alla sånger är komponerade av Michael Sweet där intet annat anges.
1. "In God We Trust" (Michael Sweet, Robert Sweet) – 3:56
2. "Always There for You" – 4:09
3. "Keep the Fire Burning" – 3:35
4. "I Believe in You" – 3:17
5. "The Writings on the Wall" – 4:19
6. "It's Up 2 U" – 3:51
7. "The World of You and I" – 3:45
8. "Come to the Everlife" (Oz Fox) – 4:09
9. "Lonely" – 4:09
10. "The Reign" (Oz Fox) – 2:50

## Medverkande
Stryper
- Michael Sweet – sång, bakgrundssång, gitarr
- Oz Fox – sologitarr, bakgrundssång
- Robert Sweet – trummor

Övriga
- Billy Meyers – keyboard
- John Van Tongeren – keyboard
- Stephen Croes – synclavierprogrammering
- Brad Cobb – basgitarr